# Semriach
Semriach é um município da Áustria, situado no distrito de Graz-Umgebung, na estado da Estíria. Tem 60,34 km² de área e sua população em 2019 foi estimada em 3.305 habitantes.